# Przemyśl Bakończyce
Przemyśl Bakończyce − stacja techniczna i postojowa spółki PKP Intercity w przemyskiej dzielnicy Bakończyce w województwie podkarpackim, w Polsce; usytuowana jest na kilometrze 1,681 linii kolejowej nr 102, między stacją Przemyśl Główny a przystankiem Przemyśl Południowy Postojowa. Stacja obsługuje ruch pociągów służbowych oraz lokalny ruch drezynowy.
Została oddana do użytku w 1872 roku przez EUGE. W planach PKP Intercity jest modernizacja stacji.

## Modernizacja
Ze względu na swój stan techniczny i przestarzałe urządzenia jest sukcesywnie modernizowana. 19 lipca 2015 został rozstrzygnięty przetarg na modernizację kontenera ogrzewczego do wagonów. 24 marca 2016 został rozstrzygnięty przetarg na modernizację pomieszczeń socjalnych dla pracowników. Tego samego dnia rozstrzygnięto przetarg na wykonanie międzytorzy i przejazdu przez tor prowadzący do stacji. Wcześniej w styczniu 2016 dokonano rozstrzygnięcia przetargu na remont pomieszczeń dla drużyn konduktorskich. Obecnie przygotowywany jest przetarg na przebudowę nowej myjni wagonowej